# صندوق المؤشر

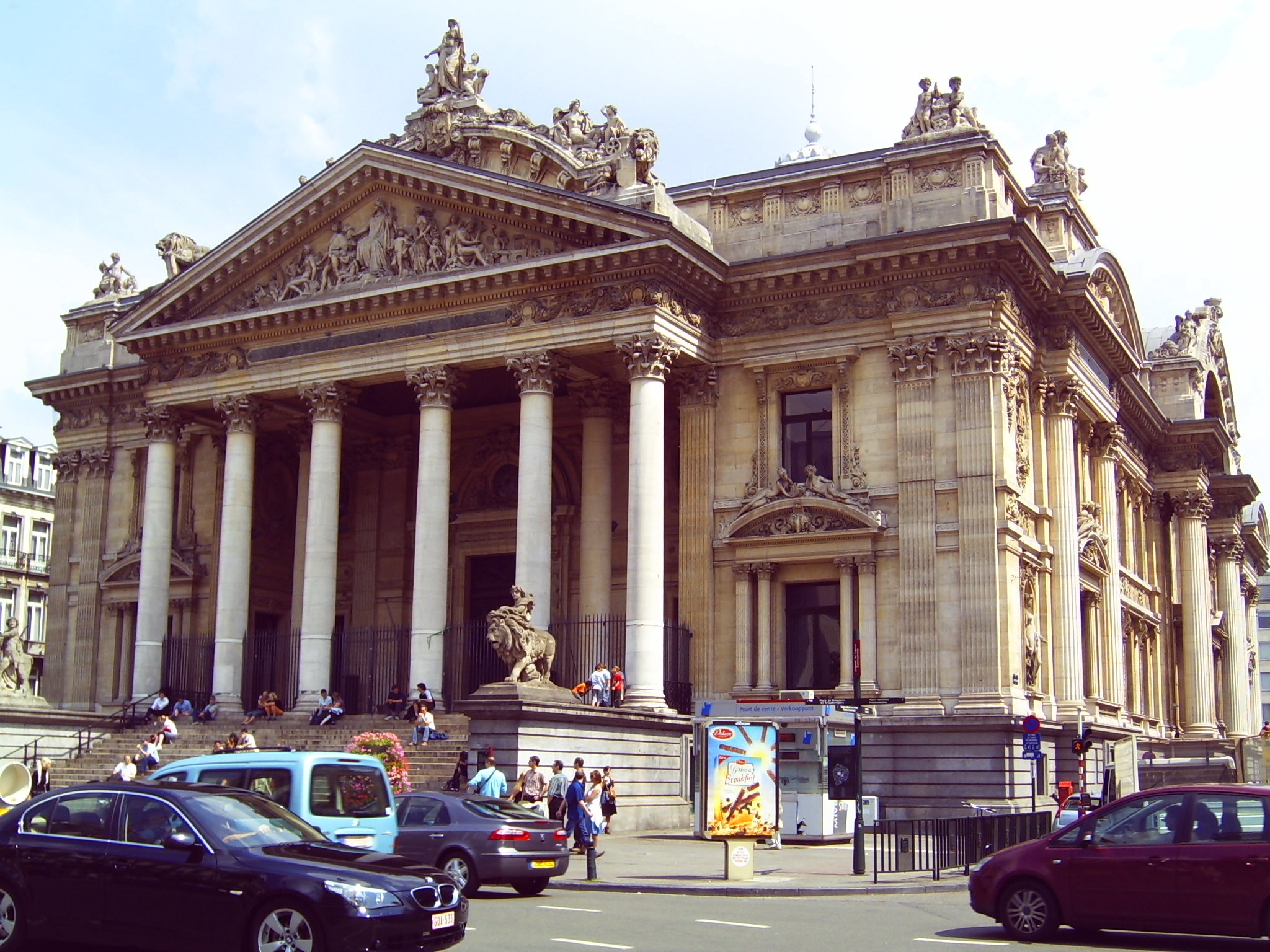

صندوق المؤشر (يُعرف أيضًا بمتتبع المؤشر)، هو صندوق استثمار مشترك أو صندوق نقد متداول مصمم لاتباع قواعد محددة مسبقًا ليتمكن من تتبع تركيبة من الاستثمارات الأساسية. قد تشمل تلك القواعد تتبع المؤشرات الهامة مثل «إس آند بي 500»، أو مؤشر داو جونز الصناعي، أو القواعد موضع التنفيذ؛ مثل تنسيق الضرائب، وتخفيض تتبع الأخطاء، والمجمعات التجارية الكبيرة، أو الإستراتيجيات التجارية المرنة والمتأنية التي تسمح بأخطاء تتبع أكبر، لكنها تقلل تكاليف الأثر السوقي. وقد تمتلك صناديق المؤشرات أيضًا قواعدًا لتصفية المعايير الاجتماعية والمستدامة.
تحدد قواعد الإنشاء لصندوق المؤشر بوضوح أنواع الشركات المناسبة للصندوق. يُعتبر صندوق «إس آند بي 500» من أكثر صناديق المؤشرات المعروفة في الولايات المتحدة، ويرتكز على القواعد التي أنشأتها مؤشرات داو جونز إس آند بي لمؤشر «إس آند بي 500». وتشمل قيمة صناديق المؤشرات المالية مجموعات من الأسهم ذات خصائص متماثلة كالحجم والقيمة والمردودية و/أو موقع الشركات الجغرافي. وقد تضم مجموعة الأسهم شركات من الولايات المتحدة، أو الدول المتقدمة غير الولايات المتحدة، أو دول الأسواق الناشئة والحدودية. وقد تنطوي صناديق المؤشرات الإضافية ضمن الأسواق الجغرافية على مؤشرات الشركات التي تتضمن قواعد ترتكز على خصائص الشركة أو عوامل أخرى، مثل الشركات الصغيرة أو متوسطة الحجم أو الكبيرة، والشركات ذات القيمة الكبيرة أو النمو الضئيل أو الكبير، فضلًا عن مستوى إجمالي ربح أو استثمار رؤوس الأموال وشؤون العقارات، أو المؤشرات المرتكزة على البضائع والدخل الثابت. تُشترى الشركات وتُحفظ في صندوق المؤشر عندما تلائم قواعد مؤشرات أو معايير معينة، وتُباع عندما تخرج عن نطاق تلك المعايير أو القواعد. يُعتبر صندوق المؤشر استثمارًا يوظف الاستثمار المبني على القواعد. يعلن بعض مزودي المؤشرات عن تغييرات الشركات في مؤشراتهم قبل تاريخ التغيير، بينما لا يصدر مزودو المؤشرات الآخرون إعلانات كهذه.
تكمن المنفعة الأساسية لصناديق المؤشرات بالنسبة للمستثمرين في أنها لا تستدعي الكثير من الوقت للتنظيم، فلا يقضي المستثمرون وقتًا في تحليل الأسهم المختلفة أو محافظ الأسهم. يجد العديد من المستثمرين أيضًا صعوبة في التفوق على أداء مؤشر «إس آند بي 500» بسبب افتقارهم إلى الخبرة والمهارة اللازمتين في الاستثمار.
يمتلك سوق مؤشرات داو جونز، وهو أحد مزودي المؤشرات، 130.000 مؤشر. ويذكر السوق بأن جميع منتجاته مستقرة تبعًا لمنهجيات واضحة وغير متحيزة ونظامية، والتي تكون متكاملة كليًا ضمن مجموعات المؤشرات.
اعتبارًا من عام 2014، شكلت صناديق المؤشرات نسبة 20.2% من أصول أسهم صندوق الاستثمار المشترك في الولايات المتحدة. انتفعت مؤشرات الأسهم المحلية لصناديق الاستثمار المشترك وصناديق النقد المتداولة المرتكزة على المؤشرات نحو المزيد من المنتجات الاستثمارية الموجهة للمؤشرات. خلال الفترة من عام 2007 حتى 2014، حصلت أسهم صناديق الاستثمار المشترك وصناديق النقد المتداولة على صافي تريليون دولار نقدًا، من ضمنها الحصص معادة الاستثمار. نمت صناديق النقد المتداولة المرتكز على المؤشرات في الأسهم المحلية بسرعة بارزة، لتجذب تقريبًا ضعف تدفقات مؤشرات الأسهم المحلية لصناديق الاستثمار المشترك منذ عام 2007. وعلى العكس من ذلك، تكبدت الأسهم المحلية لصناديق الاستثمار المشترك والموجهة بفاعلية صافي تدفقات خارجية بمقدار 659 مليار دولار، من ضمنها الحصص معادة الاستثمار، وذلك في الفترة من عام 2007 وحتى 2014.

## المنشأ
اقترح إدوارد رينشو وبول فيلدشتين أول نموذج نظري لصندوق مؤشر في عام 1960، وكلاهما طالبان في جامعة شيكاغو. بينما حصلت فكرتهما عن «شركة استثمارات غير مُدارة» على دعم قليل، لكنها كانت بداية لتتابع من الأحداث في ستينيات القرن العشرين، والتي أدت إلى استحداث أول صندوق مؤشر في العقد التالي.
قدمت شركة صندوق كوالديكس المحدودة بيانًا تسجيليًا (2-38624) مع هيئة الأوراق المالية والبورصات الأمريكية في 20 أكتوبر 1970 والذي أصبح فعالًا في 31 يوليو1972. «تنظيم الصندوق كشركة مفتوحة رأس المال وذات استثمار متنوع وهدفها الاستثماري الاقتراب من متوسط أداء مؤشر داو جونز الصناعي»، ليصبح بذلك مؤشر الصندوق الأول. يُذكر بأن ريتشارد بيتش (بكالوريوس إدارة الأعمال في العلوم المصرفية والمالية، جامعة فلوريدا، 1957) اعتمد شركة صندوق كوالديكس المحدودة في 23 مايو 1967، وانضم إليه والتون داتشر جونيور.

في عام 1973، ألف بيرتون مالكيل كتاب المشي العشوائي في وول ستريت، والذي قدم نتائج أكاديمية للعامة. أصبح من المعروف جيدًا في الصحف المالية الشعبية أن معظم الصناديق المشتركة لم تتفوق على مؤشرات السوق. كتب مالكيل:
ما نحتاجه هو صندوق استثمار مشترك ذو رسوم إدارة قليلة، وعوضًا عن تحميلنا أعباء كثيرة، فإنه يشتري ببساطة مئات الأسهم لخلق متوسطات سوق الأسهم الواسعة دون أن يتداول من الأمن إلى الأمن في محاولة لالتقاط الفائزين. وفي أي وقت يُلاحظ فيه أداء أقل من المتوسط على صعيد أي صندوق استثمار مشترك، يهرع المتحدثون باسم الصندوق بالإشارة إلى أنه «لا يمكنك شراء المؤشرات». إنه الوقت الذي يستطيع العامة فعل ذلك.

...لا يمكن توفير خدمة أكبر]بورصة نيويورك[ من رعاية صندوق مماثل وإدارته على أسس غير ربحية... يوجد حاجة لمثل هذا الصندوق، وإذا لم تعتزم بورصة نيويورك (التي أخذت بعين الاعتبار صندوقًا مماثلًا) فعل ذلك، آمل أن تفعل ذلك مؤسسة أخرى.
تخرج جون بوغل من جامعة برنستون في عام 1951، حيث كان عنوان أطروحته «الدور الاقتصادي لشركة الاستثمار». وكتب بوغل أن إلهامه لإنشاء صندوق مؤشر أتى من ثلاثة مصادر، والتي أكدت جميعها بحثه لعام 1951: ورقة بول سامويلسون العلمية«تحدي لإصدار الحكم» لعام 1974 دراسة تشارلز إليس لعام 1975، «لعبة الخاسرين» ومقالة آل إهربار العلمية لعام 1975 في مجلة فورتشن حول التأشير. أنشأ بوغل مجموعة فانغارد للاستثمار في عام 1974، ومنذ عام 2009، كانت أكبر شركة صندوق استثمار مشترك في الولايات المتحدة.
أسس بوغل أول شركة استثمار للمؤشرات في 31 ديسمبر1975. في ذلك الوقت، سخر منها المنافسون بشكل كبير لكونها «غير أمريكية» ونُظر إلى الصندوق نفسه على أنه «سخافة بوغل»، حصدت شركة بوغل في أعوامها الخمس الأولى 17 مليون دولار. اقتُبس من رئيس فيديليتي للاستثمار إدوارد جونسون عندما قال إنه «لم يصدق بأن الحشد الكبير من المستثمرين سيرضى بالحصول على متوسط عائدات بهذا القدر». أُعيد تسمية صندوق بوغل ليصبح صندوق مؤشر فانغارد 500، والذي يتتبع مؤشر «إس آند بي 500». بدأ بأصول ضئيلة نسبيًا بقيمة 11 مليون دولار، لكنه تجاوز 100 مليار دولار في نوفمبر 1999، مولت زيادة الرغبة السوقية بالاستثمار في منتج مماثل هذا الزيادة المدهشة. تنبأ بوغل في يناير 1992 بأنه من المحتمل أن يتجاوز الصندوق أرباح مؤسسة فيديليتي قبل عام 2001، وحصل ذلك فعلًا في عام 2000.
أسس كل من جون مكوين وديفيد بوث من شركة ولز فارجو، وريكس سينكفيلد من البنك الأمريكي الوطني في شيكاغو، أول صندوقي مؤشر إس آند بي المركب في عام 1973. أُنشئ كلا الصندوقين لعملاء المؤسسات؛ استُبعد العملاء الفرديون. بدأ ولز فارجو بخمسة ملايين دولار من صندوق التقاعد الخاص بهم، بينما وضع إلينوي بيل خمسة ملايين من صناديق تقاعدهم في البنك الأمريكي الوطني. في عام 1971، تناول جيريمي غرانثام ودين ليبارون في إدارة باتري مارتش المالية الفكرة في ندوة لكلية هارفرد للأعمال عام 1971، لكنهما لم يجدا أي مشترٍ حتى عام 1973. بعد عامين، في ديسمبر، 1974، جذبت المؤسسة أول عميل مؤشرات لها.
في عام 1981، أنشأ بوث وسينكفيلد شركة «مستشارو صندوق الأبعاد.، وانضم مكوين لمجلس إدارته. طورت الشركة استراتيجيات استثمار ترتكز على التأشير. بدأت فانغارد أول صندوق مؤشرات احتياطي للسندات لها في عام 1986.
سخّر فريدريك غراور في شركة ولز فارغو نظريات مكوين وبوث، الأمر الذي أدى إلى تولي صناديق التقاعد ما يزيد عن 69 مليار دولار في عام 1989  وأكثر من 565 مليار دولار في عام 1998. في عام 1996، باع ويلز فارغو حصص مؤشراته لبنك باركليز في لندن، والذي عمل تحت اسم مستثمري باركليز العالمي. استولت شركة بلاك روك المحدودة على مستثمري باركليز العالمي في عام 2003، تضمن ذلك الحصول على إدارة صندوق مؤشر مستثمري باركليز العالمي (كلا الصناديق المؤسسية وأعمال صندوق النقد المتداول) وإدارته الفعالة.